# University of Galway
Die University of Galway (irisch: Ollscoil na Gaillimhe) kann ihre Gründung auf das Jahr 1845 als Teil der Queen's University of Ireland zurückführen. Diese wurde 1849 als Queen's College, Galway eröffnet. Der Irish Universities Act von 1908 fügte das College in den neuen Verbund der National University of Ireland ein, damals noch unter dem Namen University College, Galway (UCG).
Im April 2022 wurde bekannt gegeben, dass die NUI Galway im Sommer 2022 in „Ollscoil na Gaillimhe – University of Galway“ umbenannt wird.

## Geschichte
Mit dem University College, Galway Act, 1929 wurde der irischen Sprache besonderer Respekt gezollt, sodass diese als „Arbeitssprache“ am College etabliert wurde. Im Jahre 1997 erfolgte mit dem Universities Act, 1997 eine Erhebung zur Universität und die Namensänderung in National University of Ireland, Galway.

## Campus – Gebäude und Institute

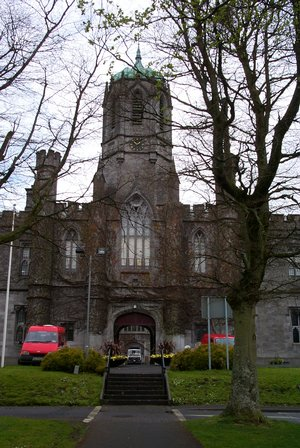
Der Uhrenturm des Hauptgebäudes

Der älteste Gebäudeteil der Universität, The Quadrangle, wurde während der Großen Hungersnot erbaut und ist eine Nachbildung eines Gebäudes der University of Oxford. Dieses Gebäude beherbergt auch das noch benutzte, eindrucksvolle Auditorium maximum.

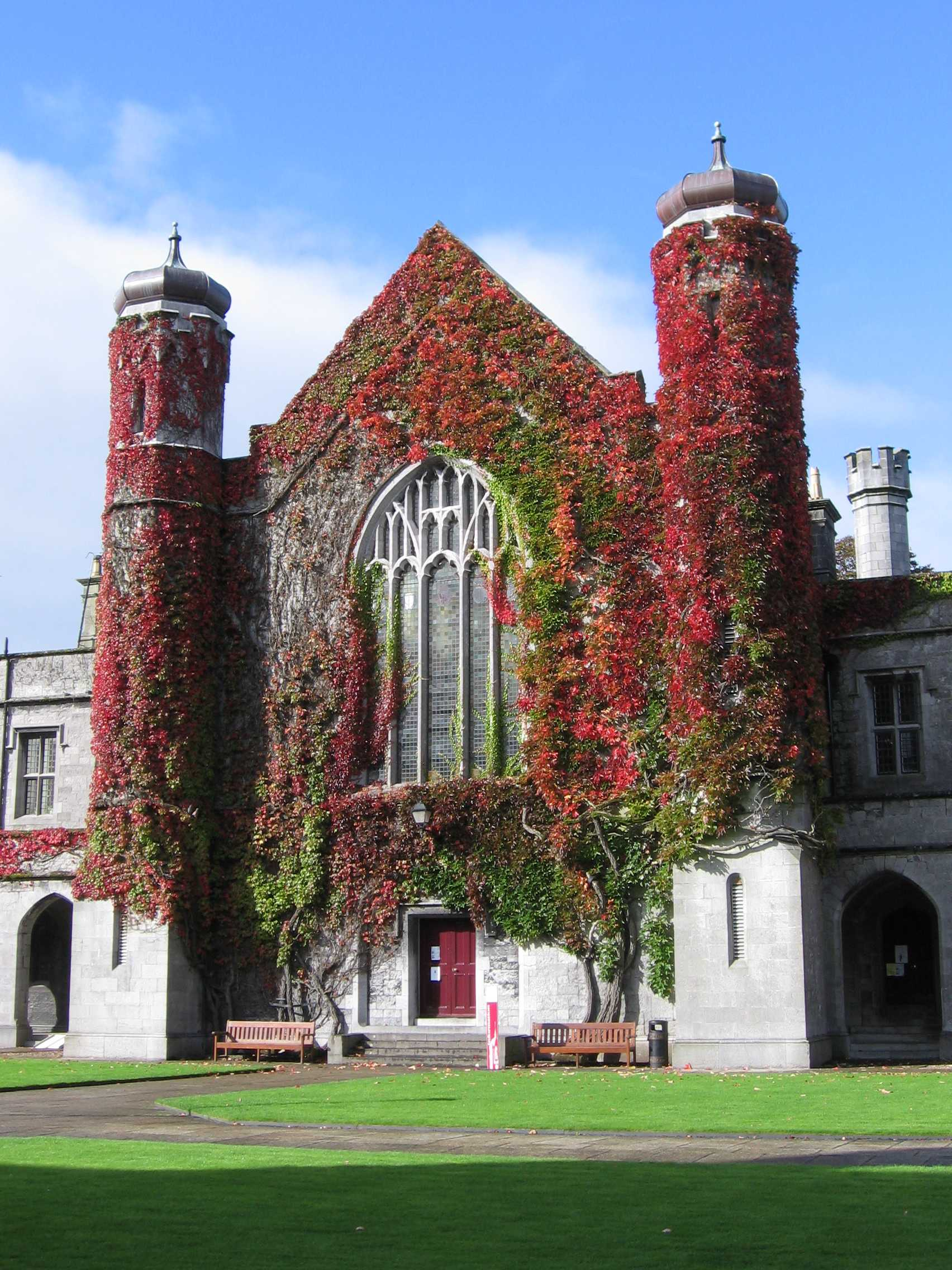
Der Innenhof des Hauptgebäudes

Die neueren Gebäudeteile wurden in den 1970er-Jahren errichtet. Die Architekten Scott, Tallon, Walker zeichnen hierfür verantwortlich. Derzeit finden umfangreiche Renovierungsarbeiten und Neuerrichtungen von Gebäudekomplexen statt.
Das Universitätsgelände erstreckt sich direkt am Westufer des Flusses Corrib; es ist weitläufig und begrünt.
Das Hauptgebäude der Universität bildet das Quadrangle. Hier sind die Verwaltung und der Präsident, aber auch einige Lehrsäle (Auditorium maximum) beheimatet.
Das Zentrum des Campus bildet eine gelbe Skulptur der Modernen Künste. An diesem Platz befinden sich die Bibliothek, der Eingang zum eigentlichen Universitätstrakt, dem sogenannten Concours (mit Tower 1 und 2, sowie zahlreichen Seminarräumen und Hörsälen), und auch das Arts Millenniums Building. Letzteres gewann im Jahr 2000 den CIF Construction Excellence Award (Fotos und Zeichnungen siehe unten) und beherbergt unter anderem die Fachbereiche Italienisch, Deutsch, Französisch, Spanisch und Englisch. Im Haupttrakt ist auch eine Filiale der Bank of Ireland angesiedelt. Unterhalb des zentralen Platzes ist eine Mensa, eine Buchhandlung, ein Frisör sowie ein Laden der Students’ Union gelegen.
Im Áras na Mac Léinn sind ein Pub, ein Theater, eine Sporthalle mit Kletterwand, ein Fitnesscenter, die Students’ Union und die medizinische Versorgung für die Studierenden beheimatet.
Das MRI (Martin Ryan Institute) wurde 1992 gegründet und vereint meeresbiologische Forschung der Zoologie, Botanik, Molekularbiologie und das Seaweed-Centre unter einem Dach. Auf dem Campus gibt es noch eine kleine Kapelle. Manche Lehrveranstaltungen finden in mobilen Unterkünften statt. Zahlreiche Parkmöglichkeiten und Fahrradständer stehen zur Verfügung.

Turm 2, Bibliothek (re.), Skulptur
James Hardiman Bibliothek
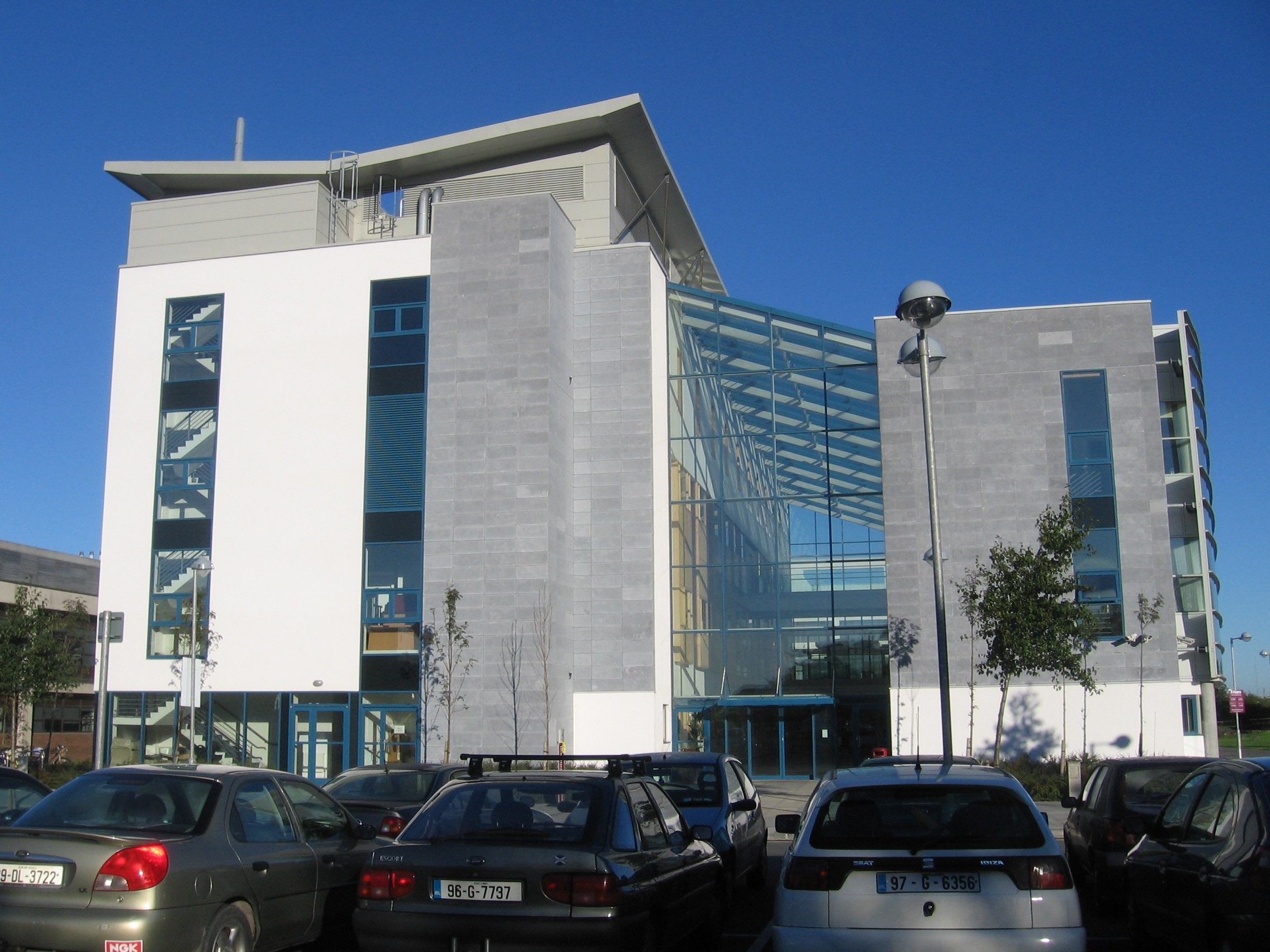
Environmental Change Institute / National Centre for Biomedical Engineering Science
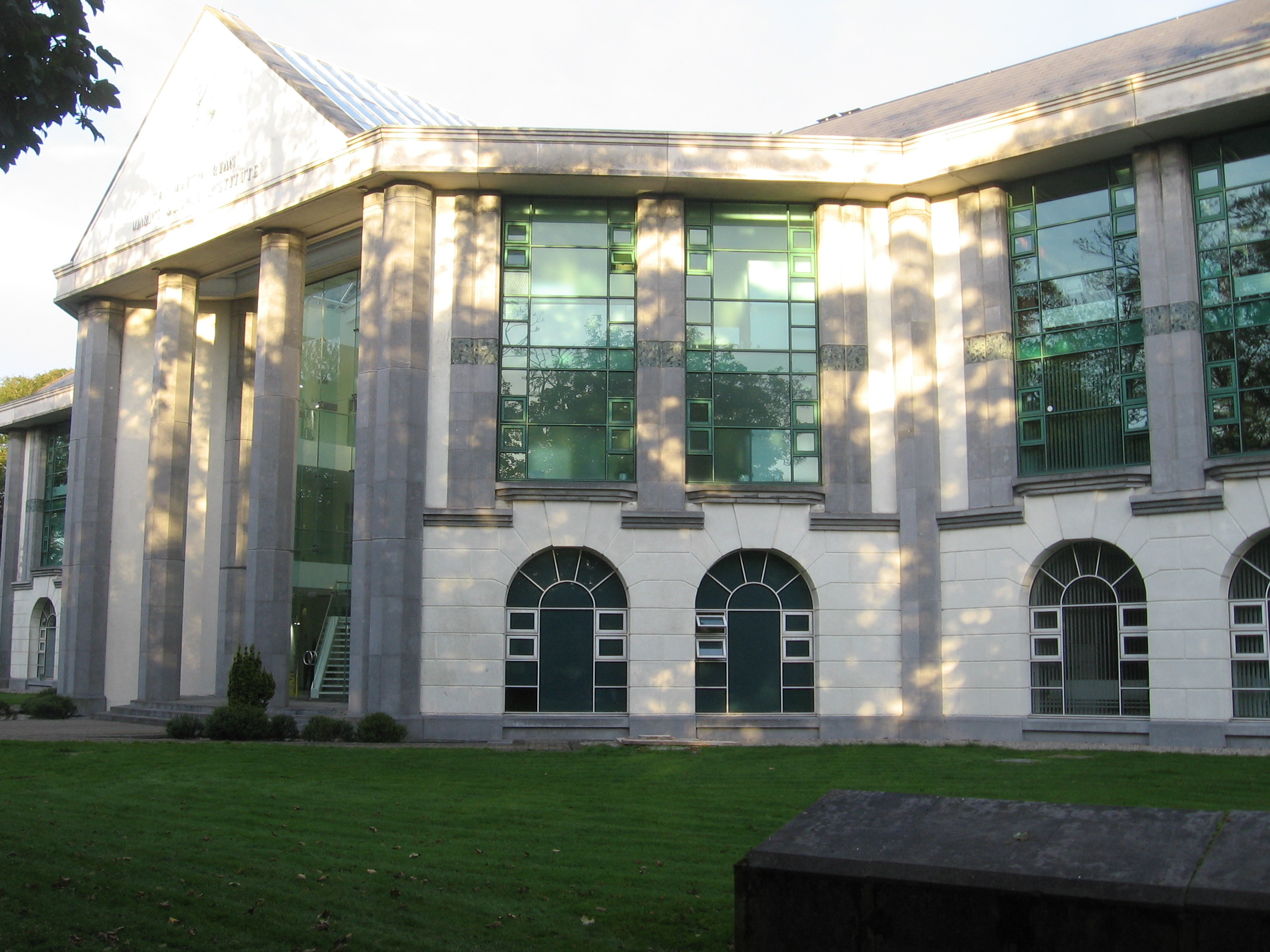
Martin Ryan Marine Science Institute
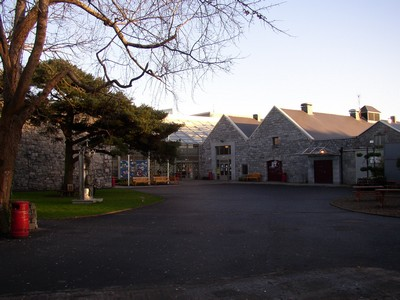
Eingang zum Áras na Mac Léinn
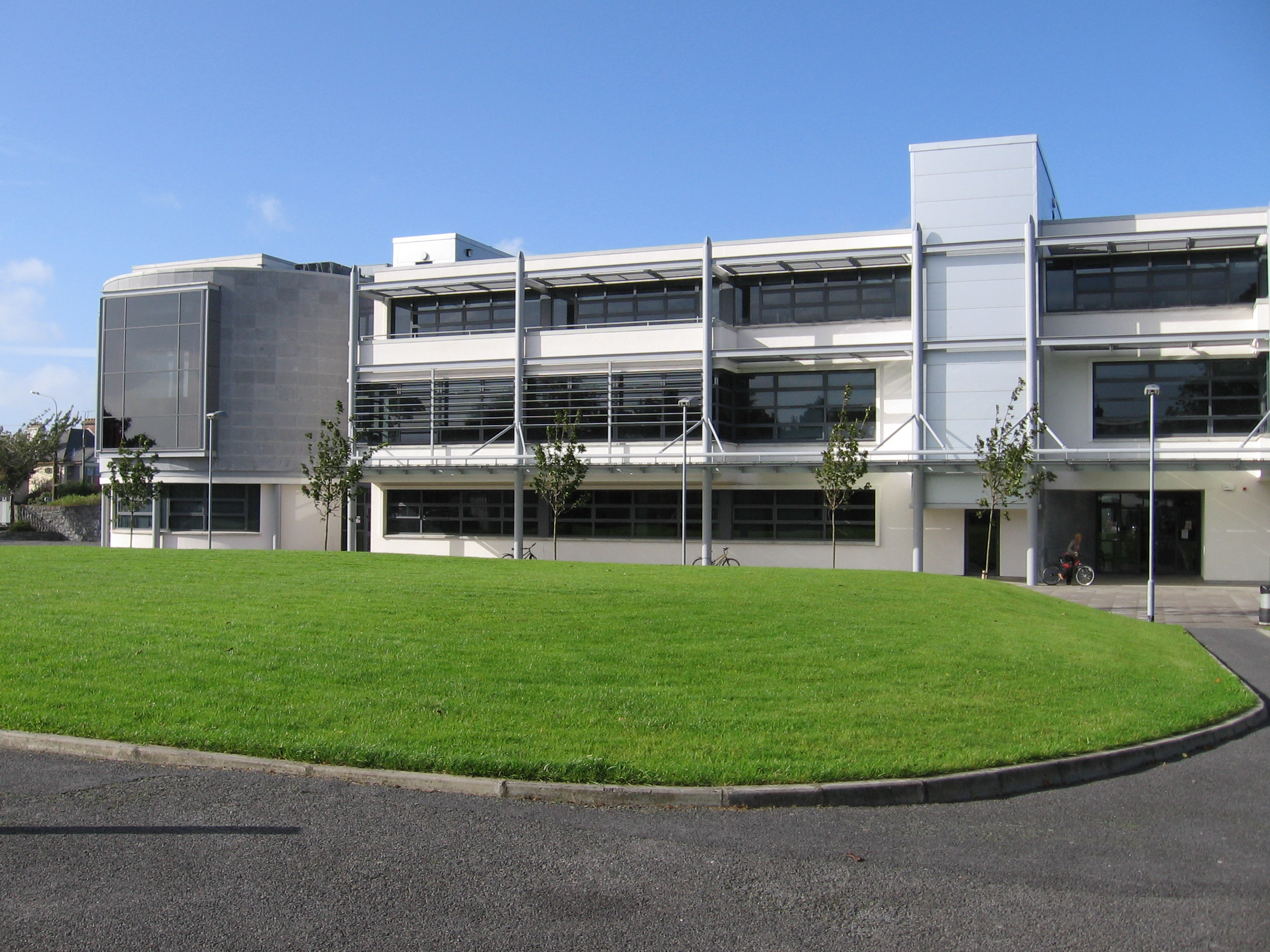
Arts Millennium Building

## Campus-Leben
Ein einfacher Internetzugang mit einem eigenen Notebook wird durch die Abdeckung der gesamten Gebäudekomplexe durch W-LAN ermöglicht. Rund 500 Computerarbeitsstationen stehen den Studierenden ferner zur Verfügung.
Mehr als 100 Societies (Gesellschaften, Vereinigungen) und zahlreiche Sportclubs stellen ein immenses Angebot zur Freizeitgestaltung zur Verfügung.

## Fakultäten
- Geisteswissenschaften
- Celtic Studies (engl./irisch) (Memento vom 5. Oktober 2007 im Internet Archive)
- Wirtschaftswissenschaften
- Ingenieurwissenschaften
- Recht
- Medizin und Gesundheitswesen

- Naturwissenschaften

## Persönlichkeiten
- James Hardiman (1782–1855), Bibliothekar und Autor; die Universitätsbibliothek ist ihm zu Ehren benannt
- George Johnstone Stoney (1826–1911), Namensgeber des Elektrons
- Méabh De Búrca (* 1988), Fußballspielerin und Teilnehmerin für die NUI an der Sommer-Universiade 2007